# 왕징춘
왕징춘(왕경춘, 중국어: 王景春, 1973년 2월 12일 ~ )은 중화인민공화국의 배우이다.

## 학력
- 상하이 예술학교

## 출연 작품

### 영화
- 2011년 《열한송이 꽃》
- 2012년 《러브》
- 2013년 《경찰일기》
- 2014년 《백일염화》